# Ново Село Гарешничко
45°38′ пн. ш. 16°48′ сх. д. / 45.63° пн. ш. 16.80° сх. д.
Ново Село Гарешничко (хорв. Novo Selo Garešničko) — населений пункт у Хорватії, у Б'єловарсько-Білогорській жупанії у складі громади Берек.

## Населення
Населення за даними перепису 2011 року становило 47 осіб.
Динаміка чисельності населення поселення: